# Parc d'État de Gasparilla Island
Le Parc d'État de Gasparilla Island est un parc d'État de la Floride (Florida State Park) situé au sud de Boca Grande, sur l'île de Gasparilla, sur le littoral du Comté de Lee et du Comté de Charlotte (Floride), aux États-Unis.

## Description
Parmi les animaux sauvages du parc, on trouve le lamantin des Caraïbes, la tortue gaufrée, le pygargue à tête blanche, le balbuzard pêcheur, la petite sterne, la sterne royale, la sterne caugek et le Bec-en-ciseaux noir.

## Visite
Les installations comprennent quatre terrains de stationnement, deux aires de pique-nique avec des tables couvertes, des plages et le phare de Port Boca Grande, situé à l'extrémité sud de l'île. Le phare de Port Boca Grande contient un musée et une boutique de souvenirs. Il est géré par la Barrier Island Park Society, une organisation à but non lucratif qui soutient le parc national de Gasparilla Island. Le parc est ouvert de 8h00 au coucher du soleil toute l'année. Le phare est ouvert de 10h00 à 16h00 du lundi au samedi et de midi à 16h00 le dimanche. les heures changent hors saison; appelez pendant des heures en été.
Les activités comprennent la natation et la pêche, la plongée en apnée et l'étude de la nature, les pique-niques. Le prix d'entrée du parc est de 3,00 $ par véhicule ou voiturette de golf, 2,00 $ par piéton ou vélo, et un don de 2,00 $ est demandé pour le phare.

## Galerie

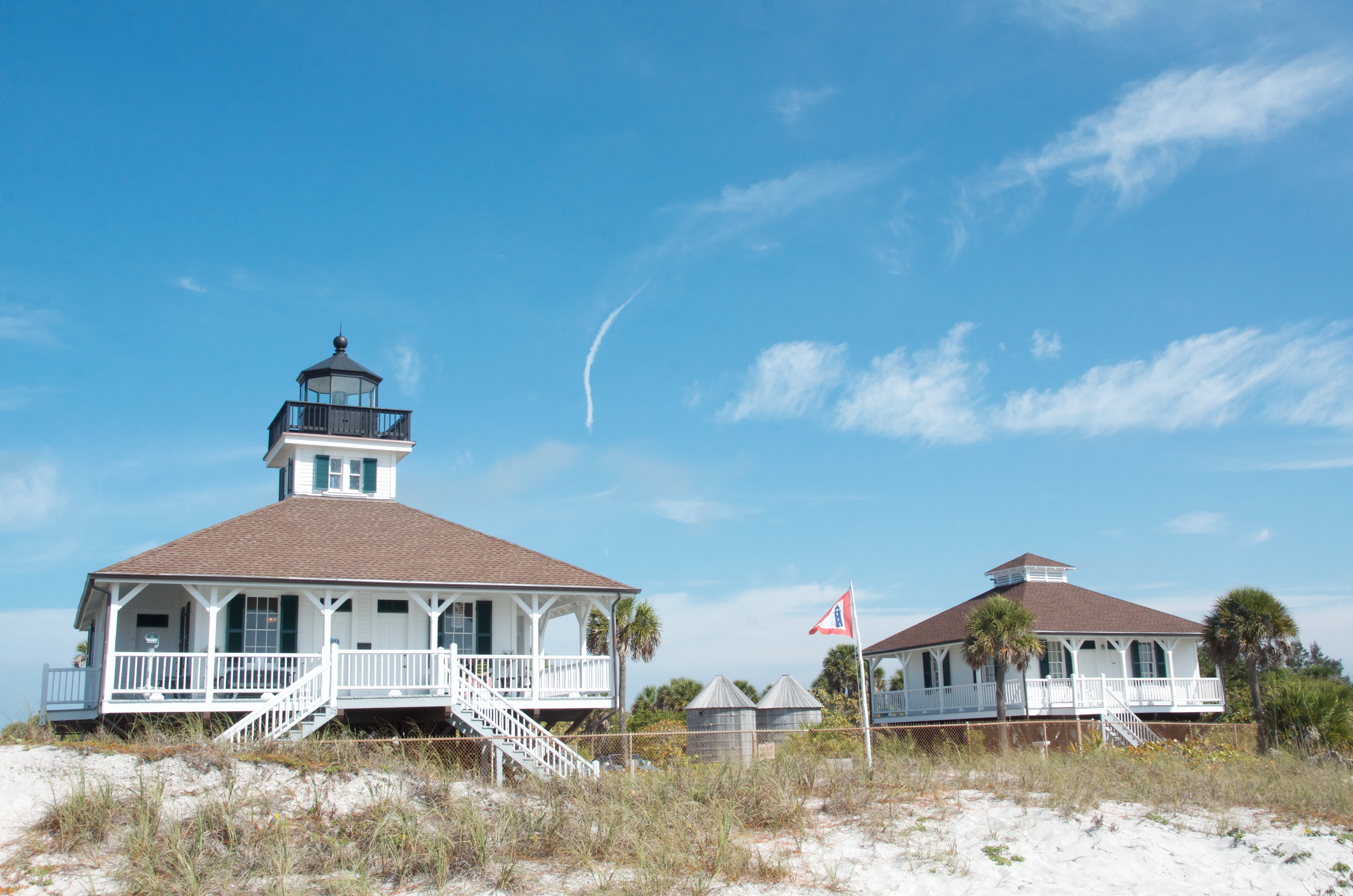
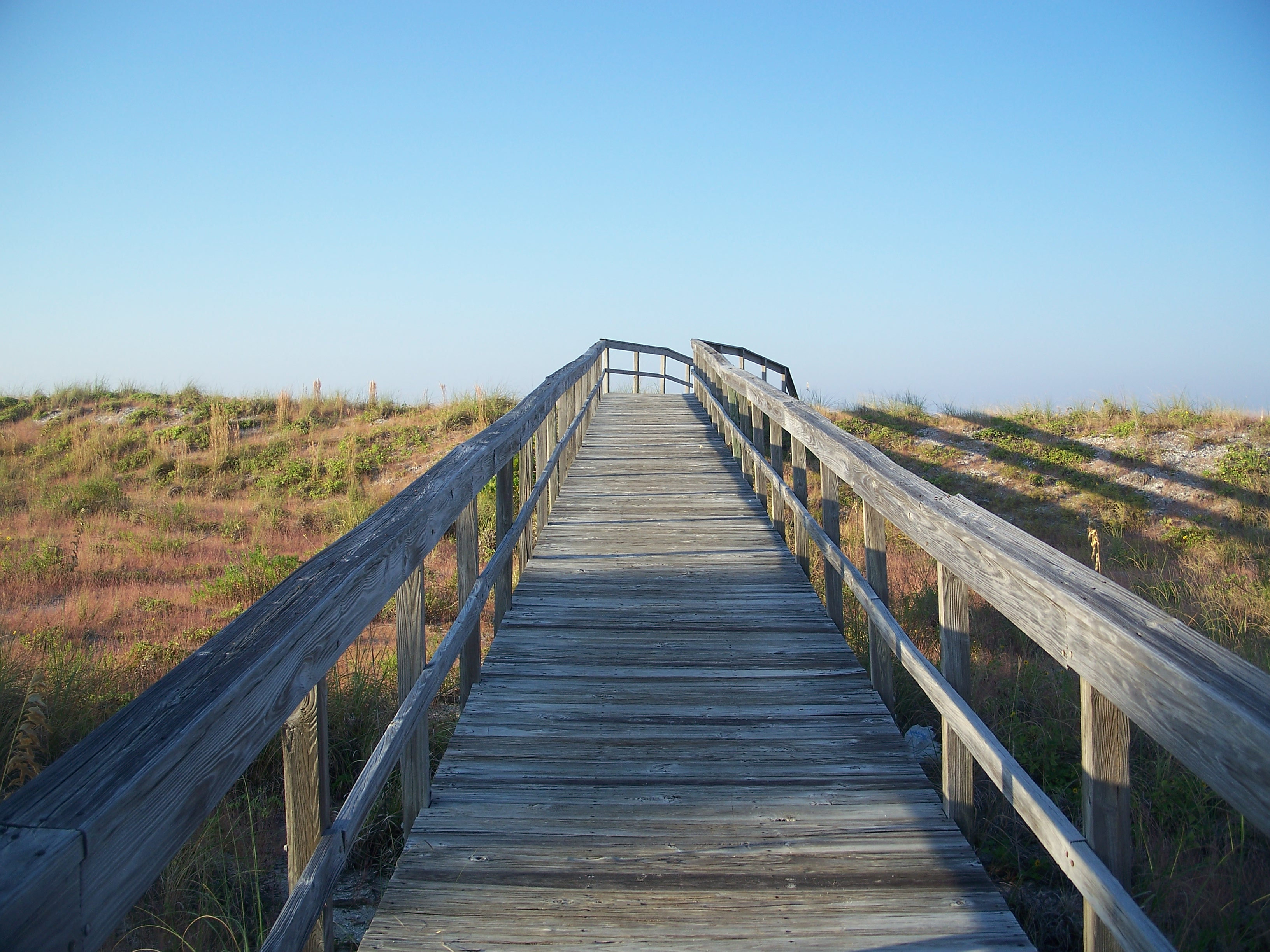
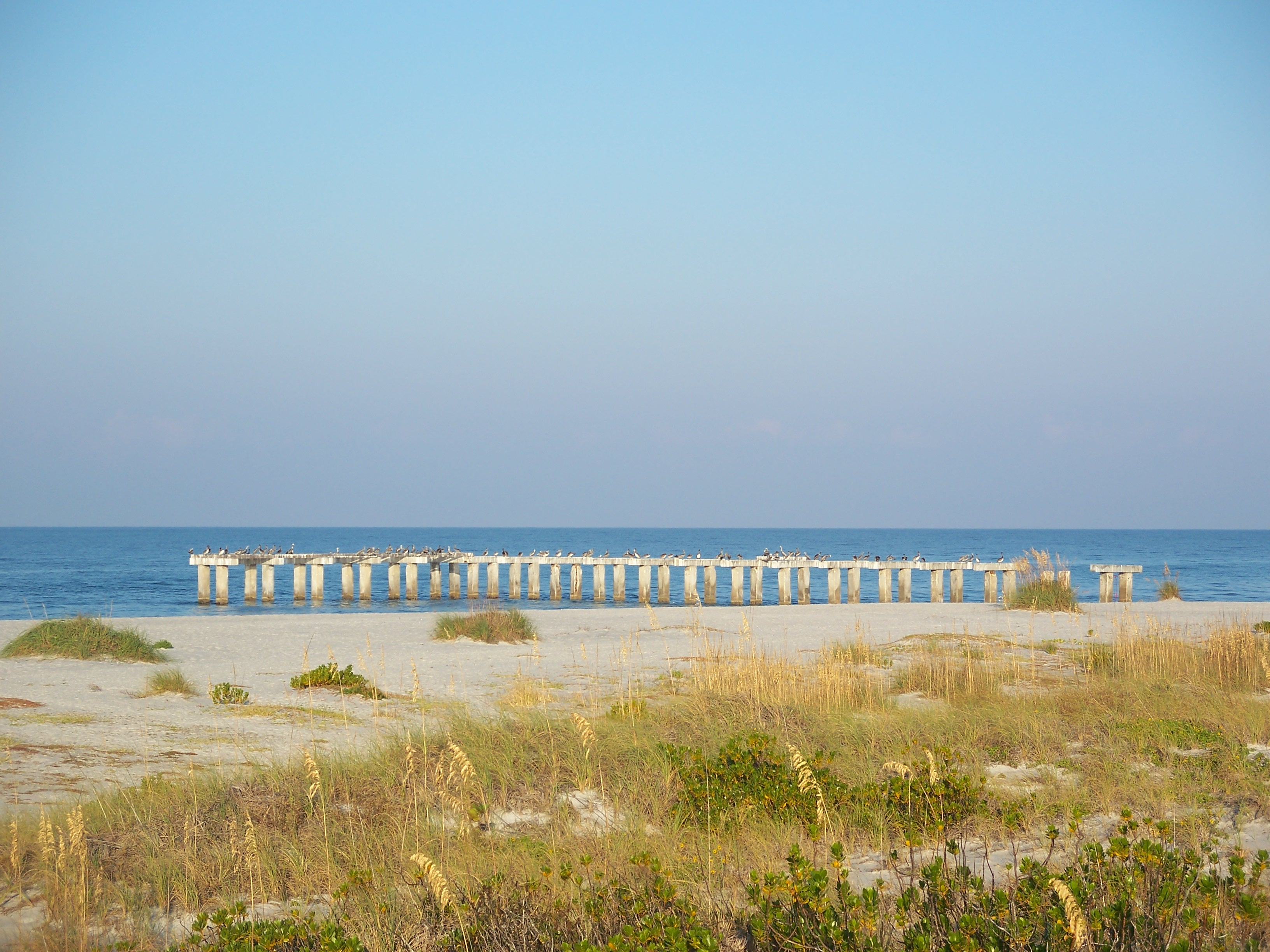
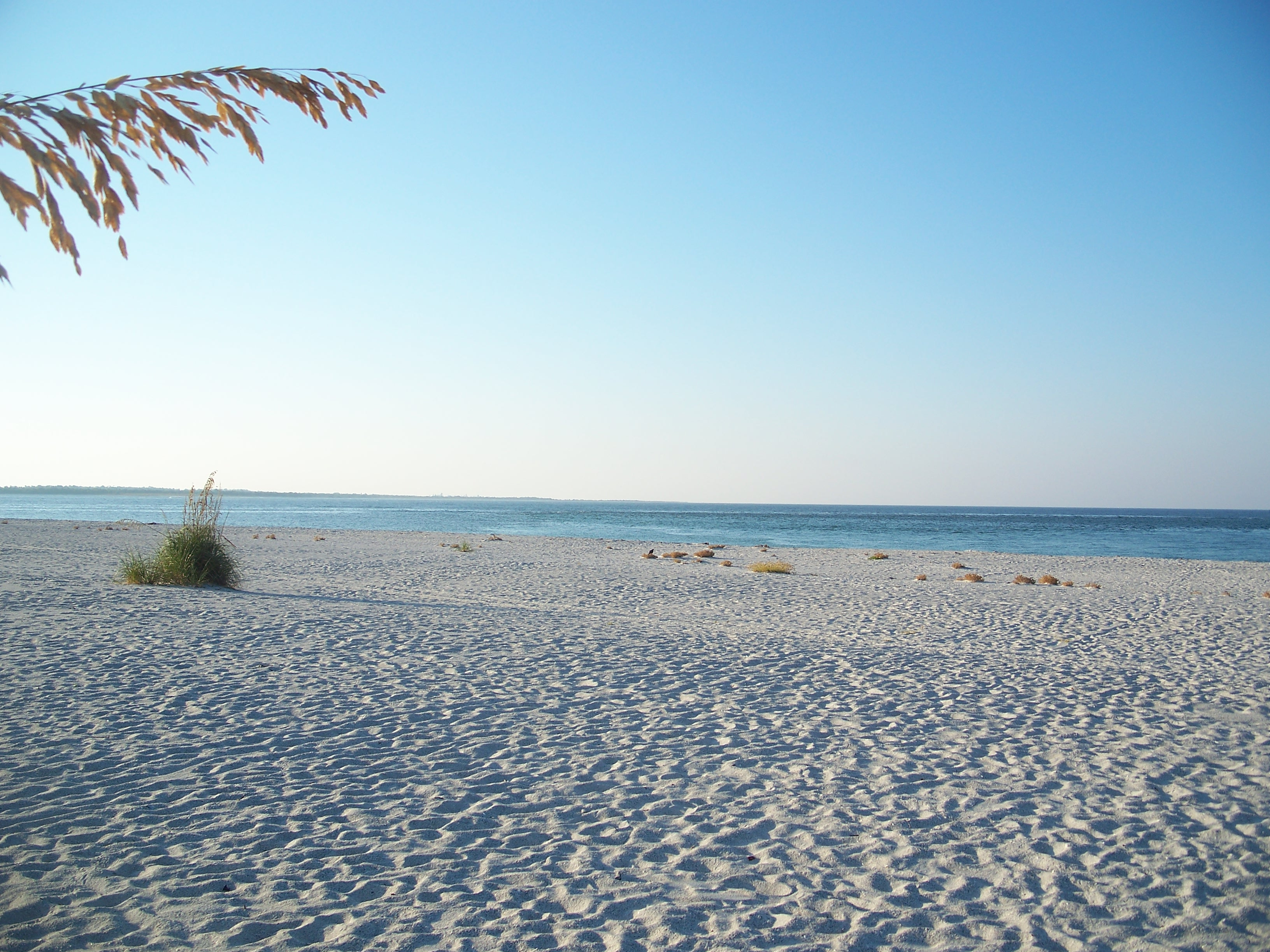
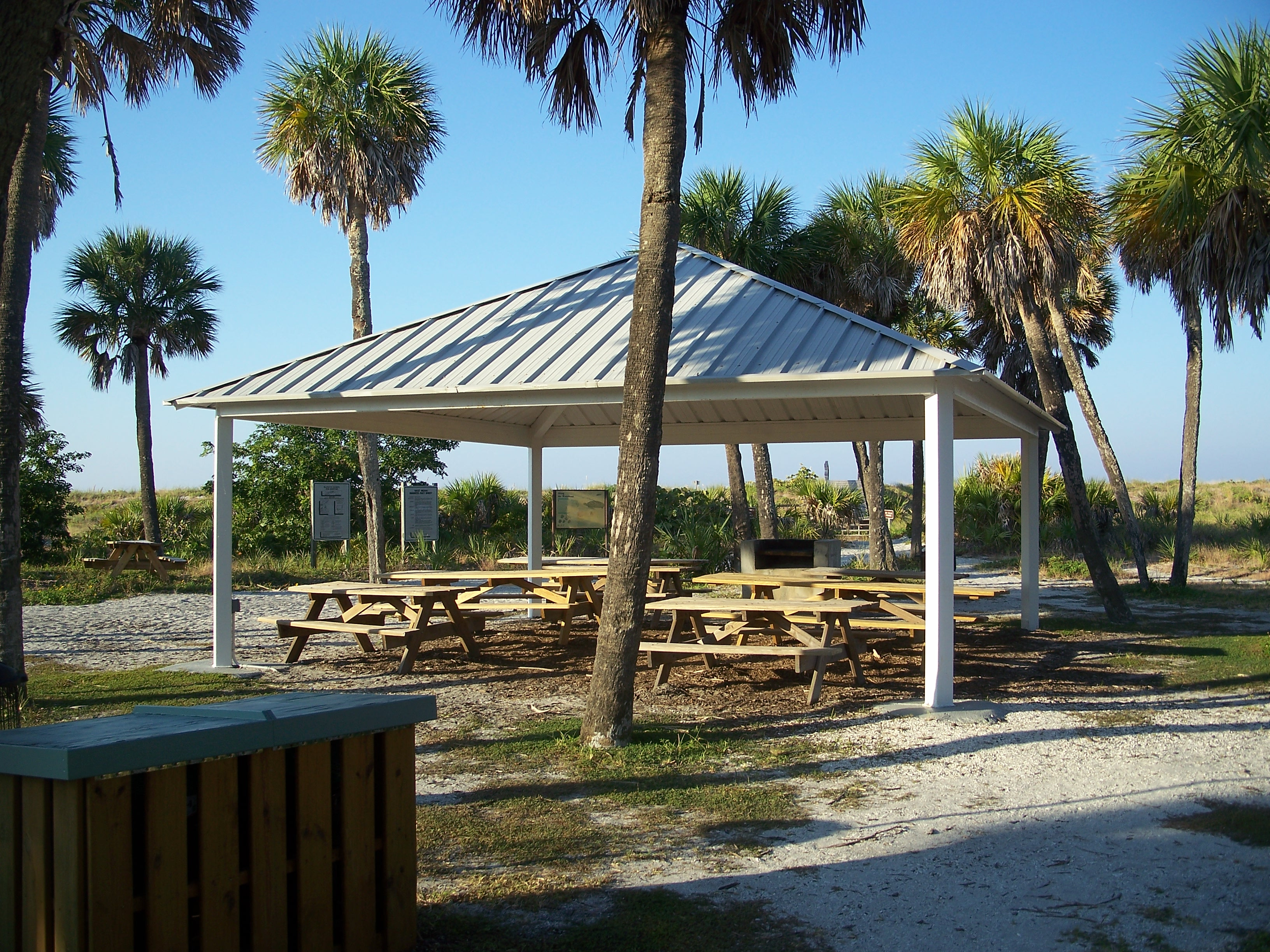
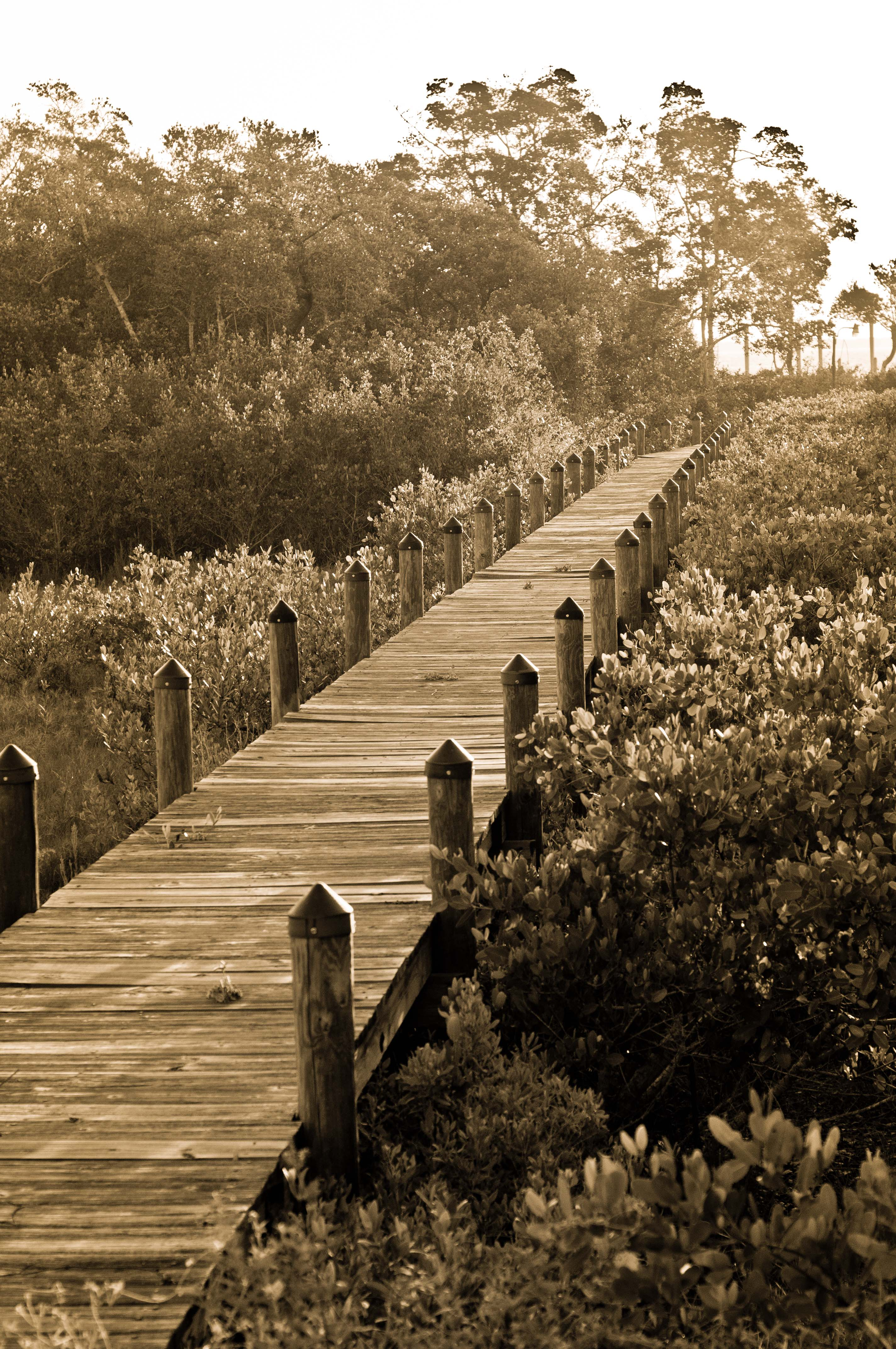
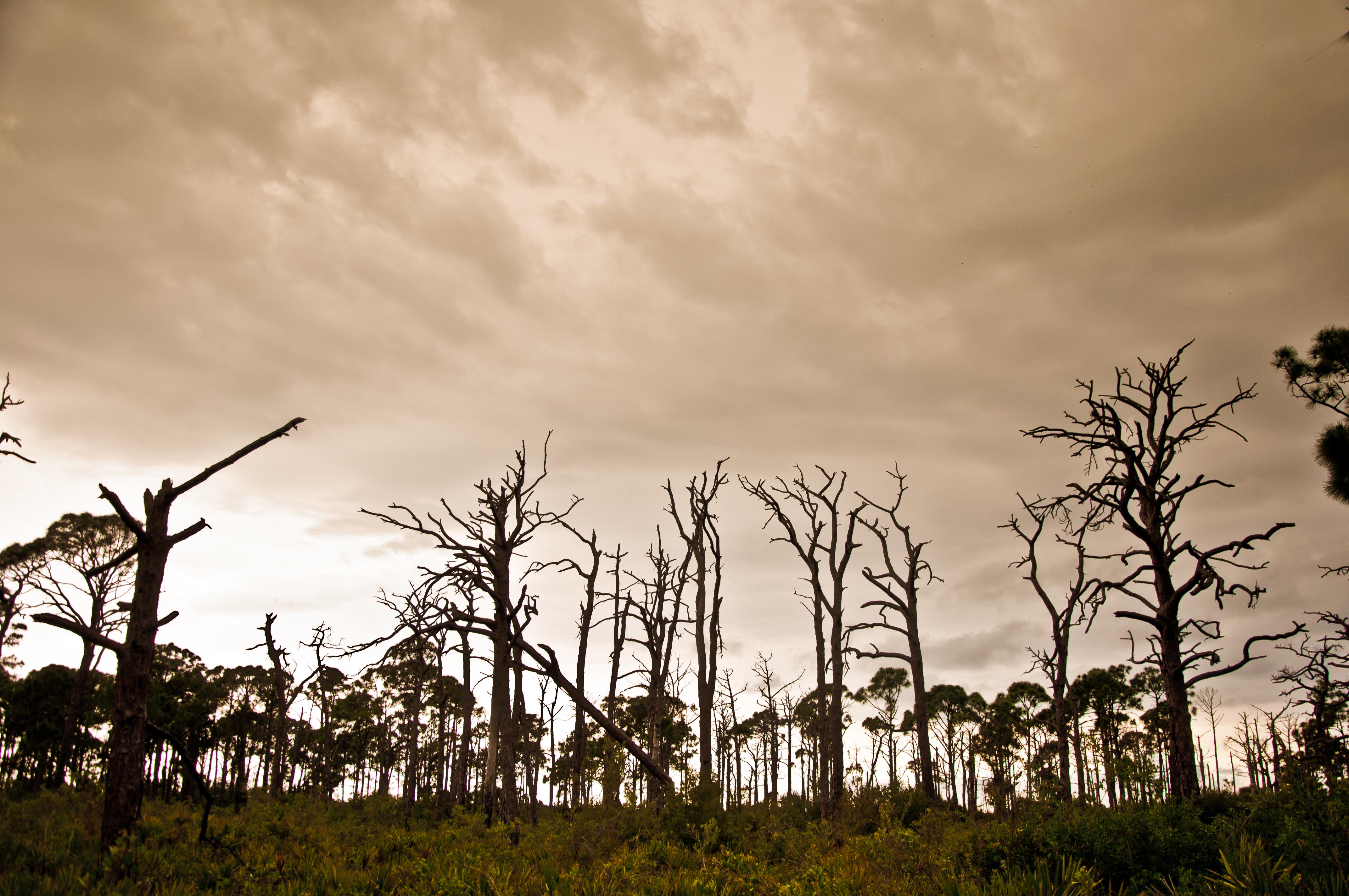

### Liens connexes
- Liste des parcs d'État de la Floride
- Phare de Port Boca Grande